# 지훈 (가수)
지훈(본명: 김지훈, 2000년 1월 9일 ~ )은 대한민국의 배우이자 가수로 과거 대한민국의 보이 그룹 TRCNG 멤버였으며 현재 BXB 멤버이다.

## 학력
| 연도        | 학교                 | 학과         | 비고     |
| ----------- | -------------------- | ------------ | -------- |
| 2007 ~ 2013 | 낙민초등학교         | 빈칸         | 졸업     |
| 2013 ~ 2016 | 백석중학교           | 빈칸         | 졸업     |
| 2016 ~ 2019 | 서울공연예술고등학교 | 연극영화과   | 졸업     |
| 2019 ~ 현재 | 백제예술대학교       | 공연예술학부 | 연기전공 |

## 음반 활동
TRCNG
- 《NEW GENERATION》 (2017년)
- 《WHO AM I》 (2018년)
- 《RISING》 (2019년)

## 출연작

### 드라마
- 2010년 MBC 대하드라마 《동이》 ... 양반집 아들 역
- 2011년 KBS2 수목드라마 《영광의 재인》 ... 어린 서인우 역(이장우 아역)
- 2012년 SBS 주말연속극 《다섯 손가락》 ... 어린 유인하 역(지창욱 아역)
- 2012년 KBS2 월화드라마 《울랄라 부부》 ... 어린 장현우 역(한재석 아역)
- 2013년 KBS2 TV소설 《삼생이》 ... 어린 박동우 역(차도진 아역)
- 2013년 MBC 수목드라마 《여왕의 교실》... 김태성 역
- 2013년 KBS1 저녁일일극 《사랑은 노래를 타고》 ... 김성훈 역
- 2014년 SBS 월화드라마 《닥터 이방인》 ... 어린 한재준, 재철 역 (박해진 아역)

### 영화
- 2012년 《점쟁이들》 ... 일광 역
- 2012년 《잠베지아: 신비한 나무섬의 비밀》 ... 카이 목소리 역(더빙)

### 방송
- SBS 《꾸러기 탐구생활》
- 투니버스 《막이래쇼》
- 유튜브 《집대성》

### 광고
- 비상교육 완자
- LIG손해보험
- 켈로그 콘푸로스트
- 투니버스 채널